# Myrsine pedicellata
Myrsine pedicellata är en viveväxtart som beskrevs av Jackes. Myrsine pedicellata ingår i släktet Myrsine och familjen viveväxter. Inga underarter finns listade i Catalogue of Life.